# Observacions a La Branca Daurada de Frazer

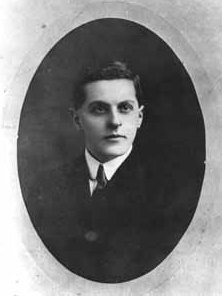
Ludwig Wittgenstein.

Les Observacions a la Branca Daurada de Frazer és un volum extret de les anotacions del filòsof vienès Ludwig Wittgenstein en el qual s'exposen reflexions sobre el llibre de James George Frazer titulat La Branca Daurada. Aquesta obra antropològica, que va causar tanta polèmica com va inspirar artistes, antropòlegs i el Zeitgeist de començaments de segle xx, és rebatuda segons les posicions epistemològiques i sobre la naturalesa del llenguatge que trobem en l'anomenat "segon Wittgenstein", el de les Investigacions Lògiques. El volum és fruit de la recopilació de Rush Rhees, i consisteix en dos grups d'anotacions en les quals el filòsof polemitza amb Frazer. El primer data de 1930 o 1931, mentre que la segona part del llibre prové de textos escrits entre 1936 i 1948. Es va publicar originalment sota el títol alemany de Bemerkungen über Frazers The Golden Bough a la revista Synthese, vol. XVII, el 1967.

## Sobre la màgia

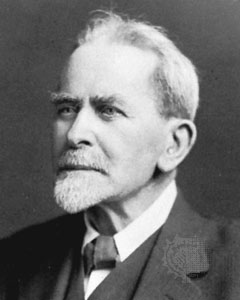
James George Frazer.

En aquest volum Wittgenstein es distancia de les posicions antropològiques de Frazer i l'escola funcionalista per exposar les seves pròpies nocions sobre la naturalesa del coneixement. Una de les preocupacions principals de Wittgenstein és la idea de figura, i la relació que manté el jo amb una figura determinada. En aquest cas, el ritual màgic. El fet que un ritual "primitiu" sigui exposat i sistematitzat de manera que pugui ser comprès per a un europeu educat de començaments de segle XX no vol dir que s'hagi aprofundit en el significat d'aquest ritu. La màgia, per a Frazer, consisteix en l'evocació d'una creença equivocada convertida en tradició i que al seu torn explica el començament. Per a Wittgenstein, el sistema de la màgia i la religió no són sinó un més dels jocs de llenguatge que l'home ha creat. En aquest joc de llenguatge no són importants les nocions de veritat o falsedat, sinó la possibilitat expressiva i el simbolisme d'uns actes determinats.